# Sin Božji
Sin Božji je izraz koji je u različita vremena imao različita značenja. Izrazi „sin božji“ i „sinovi božji“ se nalaze u hebrejskoj Bibliji. U Isusovo vreme, rimski carevi su upotrebljavali izraz „sin Božji“ kao titulu. Isus je sebe i svoje učenike nazivao sinovima Božjim.
U hrišćanskom kontekstu se danas pod ovim izrazom misli na Isusa Hrista, za kojeg mnogi hrišćani veruju da je Bog Sin.

## Upotreba

### Rimski carevi
Kroz istoriju, razni carevi su sebi dodeljivali titule poput „božji sin“, „sin boga“ ili „sin neba“. U Isusovo vreme, Božji sin (lat. Divi filius) je bila često korištena titula rimskog cara Oktavijana Avgusta (vladao od 27. p. n. e. do 14. n. e.), usvojenog sina Julija Cezara. Tiberije, koji je vladao u Isusovo vreme (car 14—37) je nazivan sin božanskog Avgusta. Kasnije je titulu sin božji koristio i Domicijan.

### Isus iz Nazareta
Proučavaoci smatraju da upotreba izraza „sin Božji“ u jevanđeljima odgovara tipičnoj hebrejskoj predstavi pobožnog hasidejca iz Galileje. Verski učitelj Isus iz Nazareta na više mesta sebe i svoje učenike naziva sinovima Božjim. On naziva sinovima Božjim onim koji vrše Božju volju. U čuvenoj Besedi na gori, Isus je sinovima Božjim nazvao sve mirotvorce:
| „ | Blaženi mirotvorci, jer će se sinovi Božiji nazvati. | ” |

U istoj besedi on naziva sinovima Božjim sve one koji su poput svog nebeskog Oca:
| „ | A ja vam kažem: Ljubite neprijatelje svoje, blagosiljajte one koji vas kunu, činite dobro onima koji vas mrze i molite se za one koji vas vrijeđaju i gone, da budete sinovi Oca svojega koji je na nebesima; jer On svojim suncem obasjava i zle i dobre; i daje dažd pravednima i nepravednima. | ” |

Isus u više navrata savetuje svoje slušaoce da budu savršeni „kao što je savršen vaš Otac nebeski“. Jevrejski sveštenici su često optuživali Isusa za bogohuljenje zbog toga što je sebe nazivao sinom Božjim, na šta je on odgovarao:
| „ | Kako vi govorite onome koga Otac posveti i posla na svijet: huliš, zato što rekoh: ja sam Sin Božiji? | ” |

Neposredno pred pogubljenje, izveden je pred sud sanhedrina gde su ga verski vođi ponovo optuživali zbog korišćenja tog naziva za sebe. Nakon što su ga upitali da prizna: „Ti li si, dakle, Sin Božiji?“ Isus im je odgovorio: „Vi kažete da sam ja.“
Neki naučnici dokazuju da izrazom „božji sin“ (ili „božje dete“) Isus nije označavao bukvalan porod, već pre na posebnu bliskost s Bogom. Bez obzira, kasnije hrišćanske dogme taj izraz uzimaju doslovno, formulišući učenje o Isusu kao Bogu Sinu. Obzirom da se izraz „Bog Sin“ (grčki: Ο Θεός Υιός ho Theos Uios) ne može naći u Novom zavetu, netrinitarni hrišćani odbacuju taj termin.